# Shih Hsin-yuan
Shih Hsin-yuan (* 20. Januar 2000) ist eine taiwanische Tennisspielerin.

## Karriere
Shih spielt vor allem Turniere auf dem ITF Women’s Circuit. Im September 2015 bestritt sie ihr erstes ITF-Turnier im indonesischen Solo. Sie erreichte bei dem mit 10.000 US-Dollar dotierten Turnier auf Anhieb das Achtelfinale, wo sie gegen die Japanerin Yurina Koshino mit 2:6 und 1:6 unterlag. Im Oktober erreichte sie sowohl im indischen Lucknow als auch in Raipur jeweils das Viertelfinale. Zum Ende des Jahres 2015 wurde sie erstmals auf Platz 1145 der Weltrangliste geführt.
Auf der WTA Tour erhielt sie im November 2015 eine Wildcard für den Doppelwettbewerb der OEC Taipei WTA Challenger 2015, wo sie mit ihrer Doppelpartnerin Lee Yang klar mit 0:6 und 0:6 gegen die an zwei gesetzte Paarung Chan Chin-wei und Junri Namigata verloren.
Im Februar 2016 erhielt sie eine Wildcard für die Qualifikation zu den Taiwan Open 2016 im Einzel und mit ihrer Partnerin Cho I-hsuan für das Hauptfeld im Doppel. In der ersten Qualifikationsrunde im Einzel scheiterte sie gegen Liu Chang mit 2:6 und 0:6. Das Doppel ging ebenfalls bereits in der ersten Runde gegen Marina Melnikowa und Mandy Minella mit 2:6 und 1:6 verloren. 
Ihr bislang letztes internationale Turnier spielte Shih im Juli 2018. Sie wird daher nicht mehr in der Weltrangliste geführt.